# Вівсянка-інка мала
Вівсянка-інка мала (Incaspiza watkinsi) — вид горобцеподібних птахів родини саякових (Thraupidae). Ендемік Перу.

## Опис
Довжина птаха становить 13 см, вага 17-22,5 г. Голова і шия сірі, на обличчі чорна "маска", над очима білуваті "брови". Спина коричнева, поцяткована чорними смужками, плечі рудувато-коричневі. Горло білувате, груди світло-сірі. живіт світло-охристий. Дзьоб і лапи жовтувато-оранжеві.

## Поширення і екологія
Малі вівсянки-інки локально пощирені на північному заході Перу, в басейні річки Мараньйон, в регіонах  Кахамарка і Амазонас. Вони живуть в сухих чагарникових заростях. Віддають перевагу заростям кактусів роду Цереус (Cereus) і бромелій. Зустрічаються на висоті від 3500 до 900 м над рівнем моря.

## Збереження
МСОП класифікує стан збереження цього виду як близький до загрозливого. Малі вісянки-інки є досить поширеним видом в межах свого ареалу, однак їм загрожує знищення природного середовища.